# Columbo (James Bond)
Milos Columbo é uma personagem fictícia criada por Ian Fleming para as aventuras de James Bond. Ele aparece no conto Risico, do livro For Your Eyes Only, de 1960, como Enrico Colombo, e como Milos Columbo, no filme 007 Somente Para Seus Olhos, de 1981.
Interpretado nas telas pelo ator Chaim Topol, seu nome é uma homenagem ao engenheiro de motores da Ferrari, Gioacchino Colombo, por quem Fleming tinha admiração.

## Características
Columbo é um rico contrabandista grego, antigo amigo e atual inimigo de Aristotle Kristatos, de quem sabe fatos comprometedores sobre seu passado de agente nazista e suas conexões com a KGB soviética - e por isso Kristatos tenta matá-lo - e que se alia a James Bond na caça ao vilão.

## No filme
Columbo, conhecido como O Pombo, aparece primeiramente no hotel-cassino onde estão Bond e Kristatos, acompanhado de sua amante Condessa Lisl von Schlaf. Com um aparelho de escuta, ouve Kristatos dizendo a 007 que ele deveria matar o contrabandista. No dia seguinte, entretanto, Bond é salvo pelos homens de Columbo da morte, depois de ver a condessa ser assassinada por um dos capangas de Kristatos - e presumivelmente para ele, Bond, de Columbo, irado pela traição dela com 007 - o que o faz entender que os dois estão do mesmo lado.
Quando os dois se encontram, Columbo esclarece a Bond que os capangas que tentaram matá-lo estão na verdade sob as ordens de Kristatos, que tentou fazê-lo pensar que a tentativa de assassinato fosse ordenada por ele. Columbo então conta a 007 toda a história de Kristatos e convence o espião de que ele é o verdadeiro inimigo. Apesar de admitir ser um contrabandista de ouro, cigarros, diamantes e comida, ele nega contrabandear heroína - o que na verdade também faz.
No fim do filme, Columbo e seus homens lideram Bond e a bond girl ansiosa por vingança Melina Havelock - Kristatos mandou matarem seus pais - até o esconderijo do vilão, um monastério no alto do penhasco de St. Cyril's e onde Columbo mata Kristatos com uma facada nas costas, impedindo que ele matasse Melina e Bond num momento de distração de ambos.